# Poznańskie 1846–1848
Poznańskie 1846–1848 – podsumowanie obserwacji Cypriana Kamila Norwida z 1861 na temat wydarzeń, które miały miejsce w Poznańskiem w latach 1846–1848.

## O utworze
Utwór stanowi posumowanie obserwacji poczynionych przez Norwida w Poznańskiem podczas przygotowań do powstania w 1846 i po upadku powstania w 1848. Spisany został na użytek Józefa Bohdana Zaleskiego w 1861, być może w związku z jakimiś dyskusjami na temat szans ewentualnego powstania w Królestwie Polskim. Mogło to mieć miejsce we wrześniu 1861, kiedy Norwid odwiedził Zaleskiego i wspólnie z nim, Ludwikiem Mierosławskim i Bronisławem Zaleskim dyskutował do późna w nocy o przeszłości i przyszłości ojczystej sprawy. Autograf zachował się w papierach J. B. Zaleskiego. Tekst został opublikowany przez Adama Krechowieckiego w 1909 we Lwowie w pracy O Cyprianie Norwidzie. Próba charakterystyki.

## Treść
Rozważanie wypadków w Poznańskiem w latach 1846–1848 rozpoczyna Norwid od rzutu oka na wartość ówczesnej Europy. Gdy chodzi o Kościół wszyscy starali się z nim powaśnić, bo to dawało siłę wobec mas. Talent który zbluźnił Kościołowi miał patent na Geniusz, a nawet bywał bogiem. Co do politykiː dyplomaci byli bez idei i wiary nawet w archeologię, wszystko opierało się na zręczności bez sumienności czy przewidywania następstw. Co do siłyː armie były bez sztandarów, oparte na regularnej płacy, silnych nerwach i kłamstwie wodzów. Wreszcie co do sensu społecznego i jawności prawdyː proboszcz wygłaszał kazanie słuchaczom najzupełniej przygotowanym słyszeć, to co usłyszą i w to wierzyć. Wirtuoz, np. Liszt grał nie swój koncert, ludzie nieśli mu kwiaty, a damy chciały dopić resztę wody ze szklanki, która została na jego fortepianie. Dzienniki głosiły postęp i elektryczność.
Zaczyna się konspiracja. Konspiratorów jest 150, ale rozgłaszają, że 2000. Najszybciej wierzą im natury subtelne i rzutkie i ci pierwsi oddadzą krew. Niektórzy poeci czują woń męczeńskiej krwi, ale wołająː Tryumfǃ Poruszone jest Poznańskie. Organizatorów jest 500. Trąbią o 10000 legionów. Ruch poznański coraz żywszyː pieniędzy nie ma, żaden plac boju nie sprawdzony, ochotnicy odnoszą rany gorsze niż rany w największych bitwach. Szpitali i sóstr szarych nie ma, ranni gniją śmiertelnie od lada ran. Prowincja Poznańska zyskuje dwa stopnie wyżej w dziejach i w rzeczywistości społecznejː król pruski daje własność kmieciom, Mierosławski daje im ostrogi.